# جون بي. ليونارد
جون بي. ليونارد (بالإنجليزية: John B. Leonard)‏ هو مهندس معماري أمريكي، ولد في 1864، وتوفي في 1945.